# Jackie Holmes
Marion Russel „Jackie“ Holmes (* 4. September 1920 in Indianapolis, Indiana; † 1. März 1995 ebenda) war ein US-amerikanischer Autorennfahrer.

## Karriere
Jackie Holmes startete zwischen 1947 und 1953 in 12 Rennen zur AAA-National-Serie. 1947 in Springfield erzielte er mit einem vierten Rang sein bestes Ergebnis.
Dreimal startete er bei den 500 Meilen von Indianapolis. 1949 fiel er mit einem Kurtis Kraft 6-wheeler nach 65 Runden mit einem Schaden am Antrieb aus. 1950 hatte er mit einem  Olson-Offenhauser nach 123 Runden einen Unfall. Er wurde als 23. gewertet. 1953, diesmal auf einen Kurtis Kraft 4000-Offenhauser, schied er mit seinen Teamkollegen Travis Webb und Johnny Thomson (Fahrerwechsel waren damals erlaubt) in der 166. Runde mit einem Leck an der Ölwanne aus.
Da das Rennen zwischen 1950 und 1960 mit zur Fahrerweltmeisterschaft zählte, stehen für ihn auch zwei Grand-Prix-Starts in der Statistik.
Nach seiner Karriere betrieb er in Indianapolis ein Elektrowarengeschäft.

## Statistik

### Indy-500-Ergebnisse
| Jahr | Startnr. | Start | Qual. (km/h) | Ergebnis | Runden | Führung | Ausfall                                             |
| ---- | -------- | ----- | ------------ | -------- | ------ | ------- | --------------------------------------------------- |
| 1948 | 24       | DNQ   |              |          |        |         |                                                     |
| 1948 | 93       | DNQ   |              |          |        |         |                                                     |
| 1949 | 57       | 17    | 206,106      | 22       | 65     | 0       | Antrieb                                             |
| 1950 | 77       | 30    | 208,697      | 23       | 123    | 0       | Unfall                                              |
| 1951 | 24       | DNQ   |              |          |        |         |                                                     |
| 1951 | 45       | DNQ   |              |          |        |         |                                                     |
| 1952 | 41       | DNQ   |              |          |        |         |                                                     |
| 1953 | 71       | DNQ   |              |          |        |         |                                                     |
| 1953 | 62       |       |              | 193      | 9      | 0       | fuhr den Wagen von Travis Webb; Rd. 158–166; Ölleck |

| Legende  | Legende            | Legende                                                          |
| Farbe    | Abkürzung          | Bedeutung                                                        |
| -------- | ------------------ | ---------------------------------------------------------------- |
| Gold     | –                  | Sieg                                                             |
| Silber   | –                  | 2. Platz                                                         |
| Bronze   | –                  | 3. Platz                                                         |
| Grün     | –                  | Platzierung in den Punkten                                       |
| Blau     | –                  | Klassifiziert außerhalb der Punkteränge                          |
| Violett  | DNF                | Rennen nicht beendet (did not finish)                            |
| Violett  | NC                 | nicht klassifiziert (not classified)                             |
| Rot      | DNQ                | nicht qualifiziert (did not qualify)                             |
| Rot      | DNPQ               | in Vorqualifikation gescheitert (did not pre-qualify)            |
| Schwarz  | DSQ                | disqualifiziert (disqualified)                                   |
| Weiß     | DNS                | nicht am Start (did not start)                                   |
| Weiß     | WD                 | zurückgezogen (withdrawn)                                        |
| Hellblau | PO                 | nur am Training teilgenommen (practiced only)                    |
| Hellblau | TD                 | Freitags-Testfahrer (test driver)                                |
| ohne     | DNP                | nicht am Training teilgenommen (did not practice)                |
| ohne     | INJ                | verletzt oder krank (injured)                                    |
| ohne     | EX                 | ausgeschlossen (excluded)                                        |
| ohne     | DNA                | nicht erschienen (did not arrive)                                |
| ohne     | C                  | Rennen abgesagt (cancelled)                                      |
| ohne     | keine WM-Teilnahme |                                                                  |
| sonstige | P/fett             | Pole-Position                                                    |
| sonstige | 1/2/3/4/5/6/7/8    | Punktplatzierung im Sprint-/Qualifikationsrennen                 |
| sonstige | SR/kursiv          | Schnellste Rennrunde                                             |
| sonstige | *                  | nicht im Ziel, aufgrund der zurückgelegten Distanz aber gewertet |
| sonstige | ()                 | Streichresultate                                                 |
| sonstige | unterstrichen      | Führender in der Gesamtwertung                                   |